# 봉계공 윤유선생 영당
봉계공 윤유선생 영당은 대한민국 충청남도 논산시 부적면에 있는 문화재이다. 1998년 9월 11일 논산시의 향토문화유산 제31호로 지정되었다.

## 개요
봉계공 윤유의 영당은 8평의 팔작형 목조와가의 건물이다. 영당에 보존되어 있는 영정은 길이가 120cm이고, 폭이 87cm이다. 영당 앞에 봉계공 파평 윤선생 추모비가 있다.